# Pine Haven
Pine Haven – miasto w Stanach Zjednoczonych, w stanie Wyoming, w hrabstwie Crook.